# Асавды
Асавды (баш. Асауҙы) — деревня в Татышлинском районе Республики Башкортостан Российской Федерации. Входит в состав Кальмияровского сельсовета. 

## География

### Географическое положение
Расстояние до:
- районного центра (Верхние Татышлы): 20 км,
- центра сельсовета (Старокальмиярово): 10 км,
- ближайшей ж/д станции (Куеда): 40 км.

## Население
| 2002 | 2009 | 2010 |
| ---- | ---- | ---- |
| 124  | ↘105 | ↗110 |

Национальный состав
Согласно переписи 2002 года, преобладающая национальность — башкиры (89 %).